# Prinia rufescens
Prinia rufescens е вид птица от семейство Cisticolidae.

## Разпространение
Видът е разпространен в Бангладеш, Бутан, Виетнам, Индия, Камбоджа, Китай, Лаос, Малайзия, Мианмар и Тайланд.